# Roberto Di Matteo
Roberto Di Matteo (Sciaffusa, 29 maggio 1970) è un allenatore di calcio ed ex calciatore italiano, di ruolo centrocampista.
In carriera ha ricoperto dapprima il ruolo di difensore e in seguito quello di centrocampista nei campionati di Svizzera, Italia e Inghilterra.
Nel paese elvetico ha vestito le maglie di Sciaffusa, Zurigo e Aarau, e con quest'ultima ha vinto un campionato nel 1993. Trasferitosi alla Lazio, si è affermato come uno dei migliori centrocampisti italiani e ha conquistato la maglia della Nazionale. Dopo aver militato tre anni nel campionato italiano, nel 1996 si è trasferito a Londra, al Chelsea. Con i Blues ha vinto una Coppa delle Coppe, una Supercoppa europea, due FA Cup, una Supercoppa e una Coppa di Lega inglese.
Con l'Italia ha disputato 34 partite segnando due gol, giocando l'Europeo 1996 in Inghilterra ed il Mondiale 1998 in Francia. All'età di 31 anni si è dovuto prematuramente ritirare dal calcio giocato a causa di un grave infortunio.
Nel 2008 ha intrapreso la carriera da allenatore. Ha esordito sulla panchina del Milton Keynes Dons, poi dal 2009 al 2011 ha allenato il West Bromwich Albion. Nel 2012 è diventato allenatore del Chelsea, con cui ha vinto la FA Cup e la Champions League (la prima nella storia del club di Londra). Nel 2014 ha assunto la guida tecnica dello Schalke 04, da cui si è poi dimesso l'anno dopo. Nel 2016 ha guidato per un breve periodo l'Aston Villa.

## Biografia
Nasce nel Canton Sciaffusa, nella Svizzera tedesca, da genitori italiani emigrati da Paglieta, un paesino abruzzese vicino a Chieti, in cerca di lavoro.
Ha una laurea in Corporate finance presso la European School of Economics.

## Carriera

### Giocatore

#### Club

Di Matteo con la maglia della Lazio nel 1995

Iniziò a formarsi tecnicamente come difensore nella seconda serie svizzera, nella squadra della sua città natale, lo Sciaffusa, con cui esordì nel 1988. Rimase nei gialloneri sino all'età di ventuno anni, quando, nel 1991, venne acquistato dallo Zurigo, squadra di cui divenne titolare ricoprendo la posizione di libero in una difesa a zona. Quell'anno, nella massima serie elvetica, disputò, tra girone qualificatorio e girone finale, 34 gare e realizzò 7 reti.
Nell'estate del 1992 venne venduto dallo Zurigo all'Aarau, squadra che, nella stagione appena conclusasi, si era salvata classificandosi seconda nel "girone di promozione/retrocessione". Con l'Aarau, dopo aver ottenuto il quinto posto nella lega di qualificazione, vinse il campionato svizzero riportando, dopo 79 anni, nella città capitale del Canton Argovia il titolo di squadra campione di Svizzera, che mancava dal 1914. In quella stagione ottenne 32 presenze e mise a segno una rete.
Dopo il successo, nell'estate del 1993, approdò nel calcio italiano acquistato dalla Lazio allenata da Dino Zoff. Il mediano si aggregò ad un reparto molto affollato dove non sembrava facile poter trovare spazio: lo stesso Di Matteo riteneva di poter disputare non più di 25 gare e perlopiù spezzettate. Invece, l'esordio con il club romano avvenne già durante la prima giornata della stagione 1993-1994, il 29 agosto 1993, quando al 66' minuto di gioco della partita disputata allo Stadio Olimpico contro il Foggia, terminata con il risultato di 0-0, fu chiamato a sostituire Paul Gascoigne. Da allora Di Matteo divenne titolare inamovibile del centrocampo biancoceleste per tre stagioni consecutive.
Durante la stagione 1993-1994 Zoff gli diede fiducia schierandolo come centrocampista centrale in ben 35 incontri tra Serie A e coppe. La positiva avventura in campionato, che lo vide protagonista nella segnatura di 4 reti in 29 gare, contro Atalanta, Reggiana, Inter e Piacenza, si interruppe alla trentesima giornata a causa di un infortunio in uno scontro di gioco al Luigi Ferraris nella partita contro il Genoa che gli causò la frattura del gomito destro.
 In Coppa Italia fu titolare in entrambi i match che videro la rovinosa estromissione della Lazio al secondo turno contro l'Avellino. Le sue presenze in Coppa UEFA furono quattro e, con i biancocelesti, fu eliminato dai portoghesi del Boavista ai sedicesimi di finale.
Zdeněk Zeman, che nell'estate del 1994 era stato chiamato a sostituire Zoff divenuto presidente della Lazio, lo confermò titolare in tutta la stagione 1994-1995, e di lì a breve conquistò la maglia della nazionale. Il nuovo tecnico lo impiegò come centrale di centrocampo e gli chiese di dettare i tempi di gioco nel centrocampo a zona. Con Giuseppe Signori e compagni Di Matteo totalizzò ben 42 presenze di cui 28 in Serie A, 8 in Coppa Italia e 6 in Coppa UEFA. In campionato dimostrò di essere uno dei migliori centrocampisti italiani e fu artefice di alcune splendide partite che videro la Lazio demolire gli avversari all'Olimpico. Fu tra i migliori nelle vittorie per 5-1 contro il Napoli, per 7-1 contro il Foggia, per 4-0 contro il Milan, per 8-2 contro la Fiorentina, per 4-0 contro il Genoa, per 4-1 contro l'Inter e realizzò la rete che aprì le marcature nella trasferta a Torino allo Stadio delle Alpi vinta per 0-3 contro la Juventus. Nello stesso anno, con i suoi compagni, raggiunse la semifinale di Coppa Italia e in Coppa UEFA arrivò ai quarti di finale. L'eliminazione in Europa avvenne per mano del Borussia Dortmund dopo che nei turni precedenti la Lazio aveva battuto Dinamo Minsk, Trelleborgs, e Trabzonspor. Durante la stagione Di Matteo ricevette numerose proposte contrattuali da parte di Milan e Parma, e in un primo momento rifiutò il rinnovo offertogli da Zoff.
Rinnovato il contratto, nella stagione 1995-1996 venne schierato da Zeman in 38 incontri ufficiali divenendo, con Diego Fuser e Aron Winter, uno degli attori principali del centrocampo laziale. Ma, nonostante il ruolo da titolare assegnatogli, il rapporto con l'allenatore boemo durante il campionato si incrinò a causa di alcune esclusioni e alla fine dello stesso, nel quale disputò 31 incontri e realizzò due reti a Parma e Napoli, venne ceduto al Chelsea per 4,9 milioni di sterline. A Londra ottenne un ingaggio di un miliardo e mezzo di lire a stagione.
Nei tre anni italiani in biancoceleste totalizzò 115 presenze di cui 88 in Serie A, 13 in Coppa Italia e 14 in Coppa UEFA. Con il club londinese vinse la Coppa delle Coppe del 1998 e fu uno dei giocatori che contribuì a riportare i blues agli antichi fasti.
Il 28 settembre 2000, a seguito di un contrasto con Daniel Imhof, si infortunò nella partita di Coppa UEFA contro gli svizzeri del San Gallo procurandosi una triplice frattura che lo obbligò a sottoporsi ad un intervento chirurgico nella clinica Hirslanden. L'operazione venne effettuata il 4 ottobre e fu finalizzata alla riduzione della frattura, che aveva coinvolto tibia e perone, attraverso l'inserimento di un chiodo ortopedico. Il suo caso fu subito seguito da Roger Berbig, ex portiere del Grasshoppers e della Svizzera divenuto noto chirurgo, specialista ortopedico. L'operazione non andò per il verso giusto e, nell'arco di venti giorni, il calciatore dovette sottoporsi a tre nuovi interventi che comportarono anche l'inserimento di una placca. Nel mese di novembre, quando chiodo e placca gli vennero estratti dalla gamba sinistra, le operazioni erano salite a dieci e, nonostante ciò, i risultati sperati non furono raggiunti. A impedire il completo recupero del calciatore furono i danni alle fasce nervose e ai tendini. Il calciatore tentò di riprendere gli allenamenti ma prese coscienza di non avere sensibilità al piede sinistro. All'età di 31 anni, nel febbraio del 2002, interruppe i tentativi di recupero e decise di ritirarsi prematuramente dal calcio giocato, dopo 18 mesi dall'infortunio.

#### Nazionale
(Roberto Di Matteo)
Alla fine degli anni 1980, ai suoi esordi, Roberto Di Matteo si mise subito in mostra come uno dei migliori prodotti del panorama calcistico svizzero e, all'età di 17 anni, ricevette la convocazione per la nazionale giovanile elvetica. Nonostante la possibilità offertagli e il consiglio di seguire le orme di Ciriaco Sforza e Marco Pascolo proveniente da uno zio, egli rifiutò le convocazioni della nazionale elvetica e si dedicò unicamente alle squadre di club.
Alcuni anni più tardi, dopo essere arrivato in Italia, acquistato da Sergio Cragnotti per essere inserito nell'organico dalla Lazio, divenne uno dei migliori centrocampisti centrali italiani e, ben presto, venne notato da Arrigo Sacchi che, nel 1991 aveva assunto l'incarico di commissario tecnico della Nazionale di calcio italiana. Il CT decise di inserirlo nel giro della nazionale attraverso alcuni test, chiamandolo a Coverciano, seppur non in presenza di incontri ufficiali della nazionale, già sul finire del 1993.
Nei primi giorni di aprile del 1994 Arrigo Sacchi decise di chiamarlo nell'ultimo raduno di Coverciano prima del pre-ritiro in vista del Mondiale di USA 94 per valutare la possibilità di convocarlo per gli Stati Uniti. Tuttavia il biancoceleste non poté rispondere alla convocazione poiché il 2 aprile si fratturò il gomito nella trasferta della Lazio al Marassi giocata contro il Genoa. L'infortunio costrinse il calciatore ad alcuni mesi di allontanamento forzato dal campo e quindi a dire addio alle possibilità disputare il mondiale di calcio.
Il 16 novembre 1994 venne convocato e esordì contro la Croazia nella gara persa a Palermo. In maglia azzurra giocò gli Europei del 1996, al termine dei quali si trasferì proprio in Inghilterra, al Chelsea.
Dopo la partecipazione al Mondiale del 1998 in cui scese in campo due volte, non giocò più in Nazionale, dopo 34 partite in 4 anni.

### Allenatore

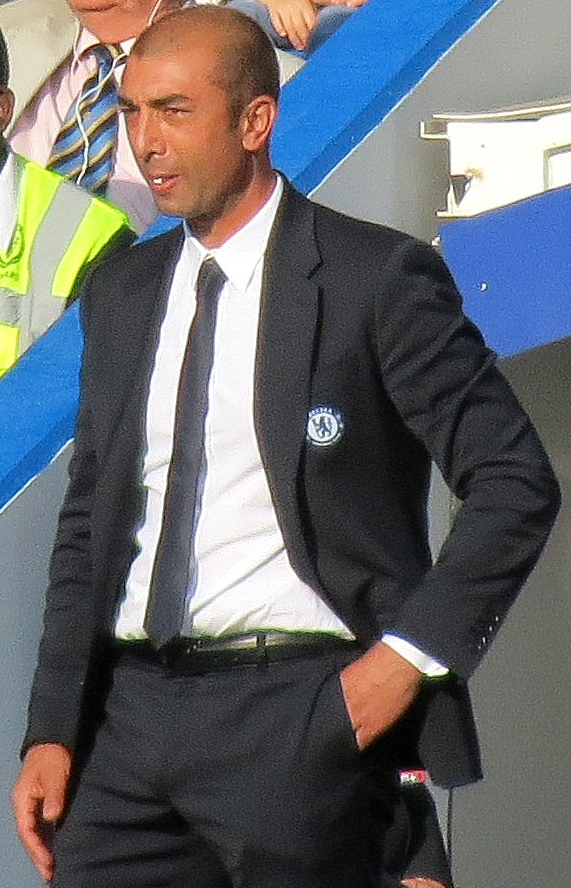
Roberto Di Matteo sulla panchina del Chelsea nel 2012

#### MK Dons
Nel luglio del 2008 Di Matteo ha assunto il suo primo incarico da allenatore, prendendo il posto di Paul Ince alla guida dei Milton Keynes Dons, squadra di Football League One (terza divisione inglese). Protagonista di una stagione molto positiva, ha condotto la squadra ai play-off grazie al terzo posto finale, ma ha fallito la promozione in Football League Championship, perdendo ai calci di rigore contro Scunthorpe in semifinale, dopo l'1-1 dei 120 minuti.

#### West Bromwich
Il 30 giugno 2009 è stato ingaggiato dal West Bromwich Albion, in Championship, sostituendo l'esonerato Tony Mowbray. Al termine della stagione ha ottenuto la promozione in Premier League grazie al secondo posto in campionato.
È stato esonerato il 6 febbraio 2011, dopo la sconfitta esterna contro il Manchester City (0-3), nonostante la squadra (26 punti, a +2 dalle ultime tre) fosse ancora in una posizione vantaggiosa per centrare la salvezza, obiettivo dichiarato dalla società ad inizio stagione.

#### Chelsea
Il 29 giugno 2011 è stato scelto come assistente di André Villas-Boas alla guida del Chelsea. Il 4 marzo 2012 diventa allenatore dei Blues in seguito all'esonero del tecnico portoghese. Due giorni più tardi debutta vincendo il suo primo incontro, per 2-0 contro il Birmingham City in FA Cup. La settimana seguente vince anche la sua prima partita di campionato, battendo per 1-0 lo Stoke City a Stamford Bridge, grazie al 100º gol in Premier League di Didier Drogba.
L'esordio internazionale arriva il 14 marzo, nel ritorno degli ottavi di finale di Champions League, in cui la sua squadra ribalta il 3-1 subito all'andata contro il Napoli, vincendo per 4-1, con il gol decisivo di Branislav Ivanović ai tempi supplementari. Nei quarti di finale il Chelsea elimina i portoghesi del Benfica (1-0 e 2-1).
Nella partita di andata della semifinale di Champions League vince per 1-0 contro il Barcellona di Josep Guardiola, e raggiunge la finale grazie al 2-2 del Camp Nou, diventando il decimo allenatore italiano a disputare la finale della massima competizione continentale e il primo con una squadra non italiana.
Il 5 maggio 2012, grazie alla vittoria per 2-1 contro il Liverpool nella finale di FA Cup, conquista il suo primo trofeo da allenatore.
Si ripete due settimane dopo, il 19 maggio, vincendo la Champions League, sconfiggendo nella finale di Monaco i padroni di casa del Bayern ai calci di rigore (1-1 al termine dei tempi supplementari).
Il 13 giugno 2012 viene riconfermato ufficialmente alla guida dei Blues. Tuttavia, il 21 novembre dello stesso anno viene esonerato, in seguito alla sconfitta esterna contro la Juventus per 3-0 nella fase a gironi della Champions League, e sostituito da Rafael Benítez.

#### Schalke 04 e Aston Villa
Il 7 ottobre 2014 viene nominato nuovo allenatore dello Schalke 04, subentrando all'esonerato Jens Keller. La squadra ha concluso al sesto posto in campionato ed è stata eliminata agli ottavi di finale di Champions League contro il Real Madrid di Ancelotti. Il 26 maggio 2015, al termine della stagione, si è dimesso a seguito di divergenze con la società.
Il 3 giugno 2016 viene scelto come nuovo tecnico dell'Aston Villa, firmando un biennale. Dopo l'undicesima giornata, con la squadra al 19º posto con 10 punti totalizzati, il 3 ottobre 2016 viene esonerato.

### Altre attività
Il 4 gennaio 2023, Di Matteo riprende la propria attività nel mondo del calcio, venendo ingaggiato dallo Jeonbuk Hyundai, club della K League 1, come consulente tecnico dell'allenatore Kim Sang-sik.

## Statistiche

### Cronologia presenze e reti in nazionale
| Cronologia completa delle presenze e delle reti in nazionale ― Italia | Cronologia completa delle presenze e delle reti in nazionale ― Italia | Cronologia completa delle presenze e delle reti in nazionale ― Italia | Cronologia completa delle presenze e delle reti in nazionale ― Italia | Cronologia completa delle presenze e delle reti in nazionale ― Italia | Cronologia completa delle presenze e delle reti in nazionale ― Italia | Cronologia completa delle presenze e delle reti in nazionale ― Italia | Cronologia completa delle presenze e delle reti in nazionale ― Italia |
| Data                                                                  | Città                                                                 | In casa                                                               | Risultato                                                             | Ospiti                                                                | Competizione                                                          | Reti                                                                  | Note                                                                  |
| --------------------------------------------------------------------- | --------------------------------------------------------------------- | --------------------------------------------------------------------- | --------------------------------------------------------------------- | --------------------------------------------------------------------- | --------------------------------------------------------------------- | --------------------------------------------------------------------- | --------------------------------------------------------------------- |
| 16-11-1994                                                            | Palermo                                                               | Italia                                                                | 1 – 2                                                                 | Croazia                                                               | Qual. Euro 1996                                                       | -                                                                     | 55’                                                                   |
| 21-12-1994                                                            | Pescara                                                               | Italia                                                                | 3 – 1                                                                 | Turchia                                                               | Amichevole                                                            | -                                                                     |                                                                       |
| 29-3-1995                                                             | Kiev                                                                  | Ucraina                                                               | 0 – 2                                                                 | Italia                                                                | Qual. Euro 1996                                                       | -                                                                     |                                                                       |
| 26-4-1995                                                             | Vilnius                                                               | Lituania                                                              | 0 – 1                                                                 | Italia                                                                | Qual. Euro 1996                                                       | -                                                                     |                                                                       |
| 19-6-1995                                                             | Losanna                                                               | Svizzera                                                              | 0 – 1                                                                 | Italia                                                                | Torneo del Centenario della Federazione Svizzera                      | -                                                                     |                                                                       |
| 21-6-1995                                                             | Zurigo                                                                | Italia                                                                | 0 – 2                                                                 | Germania                                                              | Torneo del Centenario della Federazione Svizzera                      | -                                                                     |                                                                       |
| 6-9-1995                                                              | Udine                                                                 | Italia                                                                | 1 – 0                                                                 | Slovenia                                                              | Qual. Euro 1996                                                       | -                                                                     |                                                                       |
| 8-10-1995                                                             | Spalato                                                               | Croazia                                                               | 1 – 1                                                                 | Italia                                                                | Qual. Euro 1996                                                       | -                                                                     |                                                                       |
| 11-11-1995                                                            | Bari                                                                  | Italia                                                                | 3 – 1                                                                 | Ucraina                                                               | Qual. Euro 1996                                                       | -                                                                     |                                                                       |
| 15-11-1995                                                            | Reggio Emilia                                                         | Italia                                                                | 4 – 0                                                                 | Lituania                                                              | Qual. Euro 1996                                                       | -                                                                     |                                                                       |
| 24-1-1996                                                             | Terni                                                                 | Italia                                                                | 3 – 0                                                                 | Galles                                                                | Amichevole                                                            | -                                                                     | 23’                                                                   |
| 29-5-1996                                                             | Cremona                                                               | Italia                                                                | 2 – 2                                                                 | Belgio                                                                | Amichevole                                                            | -                                                                     |                                                                       |
| 1-6-1996                                                              | Budapest                                                              | Ungheria                                                              | 0 – 2                                                                 | Italia                                                                | Amichevole                                                            | -                                                                     |                                                                       |
| 11-6-1996                                                             | Liverpool                                                             | Russia                                                                | 1 – 2                                                                 | Italia                                                                | Euro 1996 - 1º turno                                                  | -                                                                     |                                                                       |
| 19-6-1996                                                             | Manchester                                                            | Germania                                                              | 0 – 0                                                                 | Italia                                                                | Euro 1996 - 1º turno                                                  | -                                                                     | 68’                                                                   |
| 5-10-1996                                                             | Chișinău                                                              | Moldavia                                                              | 1 – 3                                                                 | Italia                                                                | Qual. Mondiali 1998                                                   | -                                                                     |                                                                       |
| 9-10-1996                                                             | Perugia                                                               | Italia                                                                | 1 – 0                                                                 | Georgia                                                               | Qual. Mondiali 1998                                                   | -                                                                     |                                                                       |
| 6-11-1996                                                             | Sarajevo                                                              | Bosnia ed Erzegovina                                                  | 2 – 1                                                                 | Italia                                                                | Amichevole                                                            | -                                                                     | 46’                                                                   |
| 22-1-1997                                                             | Palermo                                                               | Italia                                                                | 2 – 0                                                                 | Irlanda del Nord                                                      | Amichevole                                                            | -                                                                     | 58’                                                                   |
| 12-2-1997                                                             | Londra                                                                | Inghilterra                                                           | 0 – 1                                                                 | Italia                                                                | Qual. Mondiali 1998                                                   | -                                                                     |                                                                       |
| 29-3-1997                                                             | Trieste                                                               | Italia                                                                | 3 – 0                                                                 | Moldavia                                                              | Qual. Mondiali 1998                                                   | -                                                                     |                                                                       |
| 2-4-1997                                                              | Chorzów                                                               | Polonia                                                               | 0 – 0                                                                 | Italia                                                                | Qual. Mondiali 1998                                                   | -                                                                     |                                                                       |
| 30-4-1997                                                             | Napoli                                                                | Italia                                                                | 3 – 0                                                                 | Polonia                                                               | Qual. Mondiali 1998                                                   | 1                                                                     |                                                                       |
| 4-6-1997                                                              | Nantes                                                                | Inghilterra                                                           | 2 – 0                                                                 | Italia                                                                | Torneo di Francia                                                     | -                                                                     | 17’                                                                   |
| 8-6-1997                                                              | Lione                                                                 | Italia                                                                | 3 – 3                                                                 | Brasile                                                               | Torneo di Francia                                                     | -                                                                     |                                                                       |
| 11-6-1997                                                             | Parigi                                                                | Italia                                                                | 2 – 2                                                                 | Francia                                                               | Torneo di Francia                                                     | -                                                                     |                                                                       |
| 10-9-1997                                                             | Tbilisi                                                               | Georgia                                                               | 0 – 0                                                                 | Italia                                                                | Qual. Mondiali 1998                                                   | -                                                                     |                                                                       |
| 29-10-1997                                                            | Mosca                                                                 | Russia                                                                | 1 – 1                                                                 | Italia                                                                | Qual. Mondiali 1998                                                   | -                                                                     |                                                                       |
| 15-11-1997                                                            | Napoli                                                                | Italia                                                                | 1 – 0                                                                 | Russia                                                                | Qual. Mondiali 1998                                                   | -                                                                     |                                                                       |
| 28-1-1998                                                             | Catania                                                               | Italia                                                                | 3 – 0                                                                 | Slovacchia                                                            | Amichevole                                                            | 1                                                                     |                                                                       |
| 22-4-1998                                                             | Parma                                                                 | Italia                                                                | 3 – 1                                                                 | Paraguay                                                              | Amichevole                                                            | -                                                                     | 46’                                                                   |
| 2-6-1998                                                              | Göteborg                                                              | Svezia                                                                | 1 – 0                                                                 | Italia                                                                | Amichevole                                                            | -                                                                     | 84’                                                                   |
| 11-6-1998                                                             | Bordeaux                                                              | Italia                                                                | 2 – 2                                                                 | Cile                                                                  | Mondiali 1998 - 1º turno                                              | -                                                                     | 57’                                                                   |
| 17-6-1998                                                             | Montpellier                                                           | Italia                                                                | 3 – 0                                                                 | Camerun                                                               | Mondiali 1998 - 1º turno                                              | -                                                                     | 62’                                                                   |
| Totale                                                                |                                                                       | Presenze (74º posto)                                                  | 34                                                                    |                                                                       | Reti                                                                  | 2                                                                     |                                                                       |

### Statistiche da allenatore
Statistiche aggiornate al 1º ottobre 2016. In grassetto le competizioni vinte.
| Stagione             | Squadra              | Campionato           | Campionato | Campionato | Campionato | Campionato | Coppe nazionali | Coppe nazionali | Coppe nazionali | Coppe nazionali | Coppe nazionali | Coppe continentali | Coppe continentali | Coppe continentali | Coppe continentali | Coppe continentali | Altre coppe | Altre coppe | Altre coppe | Altre coppe | Altre coppe | Totale | Totale | Totale | Totale | % Vittorie | Piazzamento |
| Stagione             | Squadra              | Comp                 | G          | V          | N          | P          | Comp            | G               | V               | N               | P               | Comp               | G                  | V                  | N                  | P                  | Comp        | G           | V           | N           | P           | G      | V      | N      | P      | %          | Piazzamento |
| -------------------- | -------------------- | -------------------- | ---------- | ---------- | ---------- | ---------- | --------------- | --------------- | --------------- | --------------- | --------------- | ------------------ | ------------------ | ------------------ | ------------------ | ------------------ | ----------- | ----------- | ----------- | ----------- | ----------- | ------ | ------ | ------ | ------ | ---------- | ----------- |
| 2008-2009            | MK Dons              | FL1                  | 46+2       | 26         | 9+2        | 11         | FACup+CdL       | 1+2             | 0+1             | 0+0             | 1+1             | -                  | -                  | -                  | -                  | -                  | -           | -           | -           | -           | -           | 51     | 27     | 11     | 13     | 52,94      | 3º          |
| 2009-2010            | West Bromwich        | FLC                  | 46         | 26         | 13         | 7          | FACup+CdL       | 4+3             | 2+2             | 1+0             | 1+1             | -                  | -                  | -                  | -                  | -                  | -           | -           | -           | -           | -           | 53     | 30     | 14     | 9      | 56,60      | 2º (prom.)  |
| 2010-feb. 2011       | West Bromwich        | PL                   | 25         | 7          | 5          | 13         | FACup+CdL       | 1+4             | 0+3             | 0+0             | 1+1             | -                  | -                  | -                  | -                  | -                  | -           | -           | -           | -           | -           | 30     | 10     | 5      | 15     | 33,33      | Eson.       |
| Totale West Bromwich | Totale West Bromwich | Totale West Bromwich | 71         | 33         | 18         | 20         |                 | 12              | 7               | 1               | 4               |                    | -                  | -                  | -                  | -                  |             | -           | -           | -           | -           | 83     | 40     | 19     | 24     | 48,19      |             |
| mar.-giu. 2012       | Chelsea              | PL                   | 11         | 5          | 3          | 3          | FACup+CdL       | 4+0             | 4               | 0               | 0               | UCL                | 6                  | 4                  | 2                  | 0                  | -           | -           | -           | -           | -           | 21     | 13     | 5      | 3      | 61,90      | Sub., 6º    |
| ago.-nov. 2012       | Chelsea              | PL                   | 12         | 7          | 3          | 2          | FACup+CdL       | 0+2             | 2               | 0               | 0               | UCL                | 5                  | 2                  | 1                  | 2                  | SU+CS       | 1+1         | 0+0         | 0+0         | 1+1         | 21     | 10     | 5      | 6      | 47,62      | Eson.       |
| Totale Chelsea       | Totale Chelsea       | Totale Chelsea       | 23         | 12         | 6          | 5          |                 | 6               | 6               | 0               | 0               |                    | 11                 | 6                  | 3                  | 2                  |             | 2           | 0           | 0           | 2           | 42     | 23     | 10     | 9      | 54,76      |             |
| ott. 2014-2015       | Schalke 04           | BL                   | 27         | 11         | 7          | 9          | CG              | -               | -               | -               | -               | UCL                | 6                  | 3                  | 0                  | 3                  | -           | -           | -           | -           | -           | 33     | 14     | 7      | 12     | 42,42      | Sub., 6º    |
| ago.-ott. 2016       | Aston Villa          | FLC                  | 11         | 1          | 7          | 3          | FACup+CdL       | 0+1             | 0               | 0               | 1               | -                  | -                  | -                  | -                  | -                  | -           | -           | -           | -           | -           | 12     | 1      | 7      | 4      | &8,33      | Eson.       |
| Totale carriera      | Totale carriera      | Totale carriera      | 180        | 83         | 49         | 48         |                 | 22              | 14              | 1               | 7               |                    | 17                 | 9                  | 3                  | 5                  |             | 2           | 0           | 0           | 2           | 221    | 105    | 54     | 62     | 47,51      |             |

## Palmarès

### Giocatore

#### Club

##### Competizioni nazionali
- Campionato svizzero: 1

Aarau: 1992-1993
- Coppa d'Inghilterra: 2

Chelsea: 1996-1997, 1999-2000
- Coppa di Lega inglese: 1

Chelsea: 1997-1998
- Charity Shield: 1

Chelsea: 2000

##### Competizioni internazionali
- Coppa delle Coppe: 1

Chelsea: 1997-1998
- Supercoppa UEFA: 1

Chelsea: 1998

### Allenatore

#### Club

##### Competizioni nazionali
- Coppa d'Inghilterra: 1

Chelsea: 2011-2012

##### Competizioni internazionali
- UEFA Champions League: 1

Chelsea: 2011-2012

#### Individuale
- LMA FA Cup Manager of the Year: 1

2012
- Sports Awards Coach of the Year : 1

2012